# Parafia Matki Bożej Różańcowej w Świerczynie
Parafia pw. Matki Bożej Różańcowej w Świerczynie - parafia należąca do dekanatu Drawsko Pomorskie, diecezji koszalińsko-kołobrzeskiej, metropolii szczecińsko-kamieńskiej. Została utworzona 23 kwietnia 1975. Siedziba parafii mieści się pod numerem 51.

## Miejsca święte

### Kościół parafialny
Kościół pw. Matki Bożej Różańcowej w Świerczynie
Kościół parafialny został zbudowany w 1830 roku i jest bezstylowy, poświęcony w 1945. 

### Kościoły filialne i kaplice
Kościół pw. Podwyższenia Krzyża Świętego w Sośnicy